# Bullatosauria
Die Einteilung der Lebewesen in Systematiken ist kontinuierlicher Gegenstand der Forschung. So existieren neben- und nacheinander verschiedene systematische Klassifikationen. 
Das hier behandelte Taxon ist durch neue Forschungen obsolet geworden oder ist aus anderen Gründen nicht Teil der in der deutschsprachigen Wikipedia dargestellten Systematik.
Die Bullatosauria sind ein heute als veraltet geltendes Taxon innerhalb der Dinosauriergruppe der Theropoda. Sie wurden 1994 vom US-amerikanischen Paläontologen Thomas R. Holtz Jr. geprägt und galt als gemeinsames Taxon der Ornithomimosauria und der Troodontidae. Auch der heute den Spinosauridae zugeordnete Irritator wurde 1996 von seinen Erstbeschreibern dieser Gruppe zugeschlagen, wobei sie jedoch deutlich machten, dass er sehr viele Merkmale besaß, die bislang nicht für die Bullatosauria beschrieben waren.
Der Name Bullatosauria bezieht sich auf das wulstige Keilbein, das beiden Taxa gemeinsam ist. Holtz hielt 1994 diese beiden Gruppen für Schwestergruppen, verwarf seine eigenen Ansichten jedoch 1999. Die meisten Paläontologen halten heute die Troodontidae für weit näher mit den Vögeln und den Dromaeosauridae als mit den Ornithomimosauria verwandt, weswegen die Bullatosauria heute als veraltet gelten.